# Неусипаєвка
Неусипа́євка (рос. Неусыпаевка, ерз. Неусыпаевка) — присілок у складі Ардатовського району Мордовії, Росія. Входить до складу Сілінського сільського поселення.

## Населення
Населення — 17 осіб (2010; 37 у 2002).
Національний склад (станом на 2002 рік):
- росіяни — 81 %